# Mihail Bogdan
Mihail Bogdan (n. ? d. ?) a fost un filolog, lexicograf și traducător român.
A fost profesor universitar la catedra de engleză a Universitaților din Cluj și Sibiu.
S-a născut în Statele Unite ale Americii. A studiat mai întâi medicina la Cluj, dar s-a transferat la litere după un an. Studii a făcut și la București, unde și-a luat doctoratul în filologie.
La Cluj, a fost mai întâi asistent al profesorului anglist Petre Grimm, ajungând până la urmă să conducă așa-numita „Catedră de Filologie Germanică”. A fost timp de un an profesor invitat la East Texas University din Statele Unite ale Americii.
Când s-a înființat catedra de engleză la Universitatea din Sibiu, s-a transferat acolo când a fost numit șef de catedră.
A scris și contribuit la mai multe dicționare, a tradus diferiți autori britanici și americani în română și l-a tradus pe Lucian Blaga, printre alții, în engleză.

## Cărți
- Fonetica limbii engleze, Editura Științifică (1962)
- Dicționar englez-român, Editura Științifică (1965)
- Blaga, Lucian, 1895-1961 Poemele luminii/ Ediție bilingvă româno-engleză/traducere de Don Eulert, Ștefan Avadanei, Mihail Bogdan; prefață de Const. Ciopraga; introducere de Don Eulert. București: Editura Minerva, 1975.

 Acest articol biografic despre un profesor universitar român este un ciot. Puteți ajuta Wikipedia prin completarea lui!